# Ave Mary A
Ave Mary A è un singolo promozionale di Pink, pubblicato alla fine del 2009 per le stazioni radiofoniche australiane.

## Backround
Il brano è stato il 24° più mandato in riproduzione nelle radio australiane nel 2010.
La canzone fa da colonna sonora per Verdachtsfälle, programma di RTL nella versione tedesca.

## Classifica
| Classifica               | Posizione |
| ------------------------ | --------- |
| Australian Airplay Chart | 10        |